# Het boottochtje
Het boottochtje (Engels: The Boating Party) is een schilderij van Mary Cassatt uit 1893-94. Het is een van haar bekendste werken en verraadt duidelijk de invloed die Japanse houtsnedes in die tijd op haar uitoefenden. Sinds 1963 maakt het deel uit van de collectie van de National Gallery of Art in Washington D.C.

## Voorstelling
Rond 1885 tekende zich een aantal belangrijke veranderingen af in carrière van Cassatt. Zij maakte zich los van de kring van de impressionisten waarvan zij vanaf 1877 deel had uitgemaakt. Daarnaast begon zij aan een uitgebreide reeks schilderijen van moeders en kinderen, die haar bij een groot publiek bekend zou maken. Op een tentoonstelling in de Académie des Beaux-Arts in 1890 ten slotte raakte zij diep onder de indruk van de Japanse kunst.
Het boottochtje is samen met Het kinderbad een van de beroemdste voorbeelden van de nieuwe richting die Cassatt was ingeslagen. Zij schilderde dit werk in de winter van 1893-94 in Antibes aan de Côte d'Azur. De hoge horizon en de grote kleurvakken die het schilderij veel van zijn diepte ontnemen, zijn aan Japanse voorbeelden ontleend. Dat geldt ook voor de ongebruikelijke weergave van de roeier, aan de rand van het schilderij en van dichtbij op de rug gezien. De keuze voor deze invalshoek zorgt er ook voor dat delen van de boot worden afgesneden door de rand van het schilderij. Deze close-up in combinatie met felle, gedurfde kleuren doet denken aan sommige werken die Vincent van Gogh enkele jaren eerder maakte. Mogelijk is ook Manets Varen een bron van inspiratie voor Cassatt geweest. Beide schilderijen delen naast de onderwerpkeuze ook de raadselachtige verhouding tussen de afgebeelde personen.
Het kind, dat weinig flatteus in de schoot van zijn moeder ligt, vormt het middelpunt van het schilderij; de boeg, het zeil en de linker roeispaan wijzen allen in zijn richting. Als een soort aureool is een hoed om het hoofd van het kind heen geschilderd, mogelijk een verwijzing naar voorstellingen van de Madonna met kind. De roeier staat op het punt een volgende slag te maken en zet zich daarbij met een voet af tegen een van de gele banken, die een soort weerspiegeling zijn van de kustlijn in de verte. 

## Herkomst
- na 1918: het schilderij komt in bezit van de kunsthandel Durand-Ruel, New York.
- 1 oktober 1929: verkocht aan Chester Dale.
- 1963: nagelaten aan de National Gallery of Art.

## Afbeeldingen

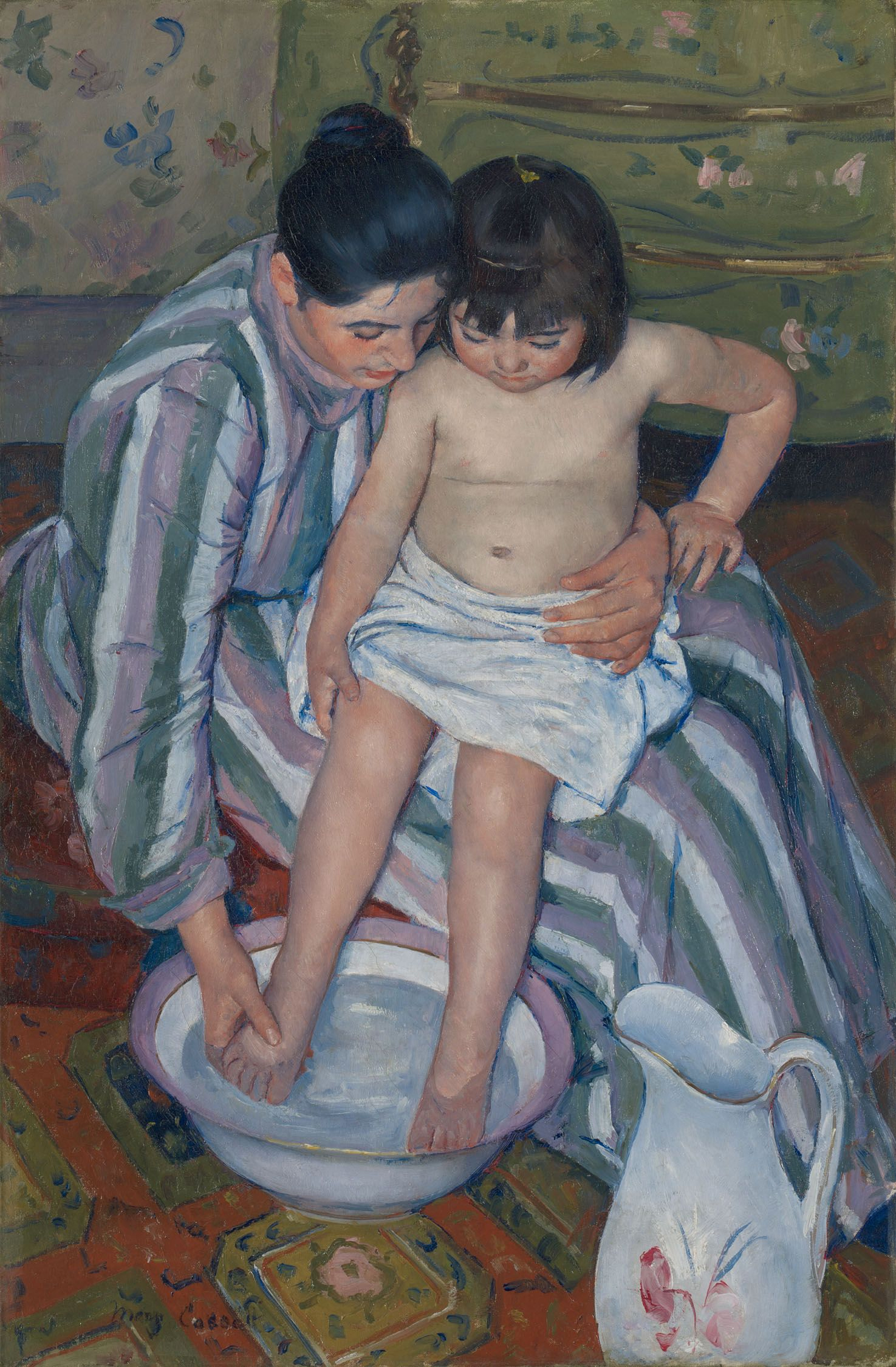
Het kinderbad
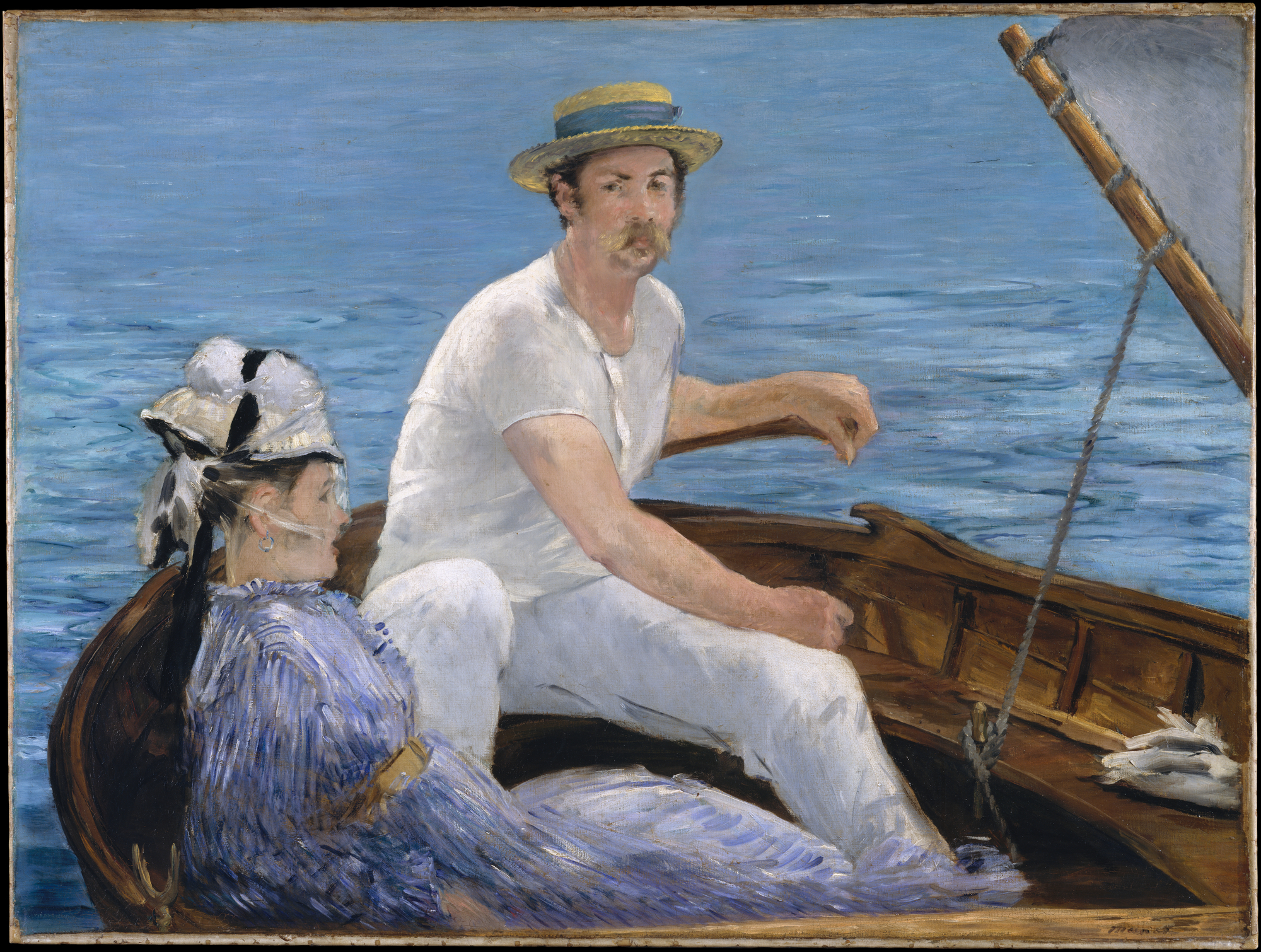
Varen - Édouard Manet